# Windy Hills (Kentucky)
Windy Hills es una ciudad ubicada en el condado de Jefferson en el estado estadounidense de Kentucky. En el Censo de 2010 tenía una población de 2385 habitantes y una densidad poblacional de 996,59 personas por km².

## Geografía
Windy Hills se encuentra ubicada en las coordenadas 38°16′12″N 85°38′11″O / 38.27000, -85.63639. Según la Oficina del Censo de los Estados Unidos, Windy Hills tiene una superficie total de 2.39 km², de la cual 2.38 km² corresponden a tierra firme y (0.43%) 0.01 km² es agua.

## Demografía
Según el censo de 2010, había 2385 personas residiendo en Windy Hills. La densidad de población era de 996,59 hab./km². De los 2385 habitantes, Windy Hills estaba compuesto por el 94.26% blancos, el 2.81% eran afroamericanos, el 0.13% eran amerindios, el 1.47% eran asiáticos, el 0.04% eran isleños del Pacífico, el 0.75% eran de otras razas y el 0.55% pertenecían a dos o más razas. Del total de la población el 0.92% eran hispanos o latinos de cualquier raza.